# The Essential Bruce Springsteen
The Essential Bruce Springsteen är samlingsalbum av Bruce Springsteen utgivet av skivbolaget Columbia Records den 11 november 2003. The Essential Bruce Springsteen består av tre CD-skivor. De två första innehåller låtar från tidigare utgivna album medan den tredje är en blandning av outgivna låtar, singelbaksidor och filmmusik.

## Låtlista

### Skiva ett
1. "Blinded by the Light" - 5:04
2. "For You" - 4:40
3. "Spirit in the Night" - 5:00
4. "4th of July, Asbury Park (Sandy)" - 5:37
5. "Rosalita (Come Out Tonight)" - 7:04
6. "Thunder Road" - 4:51
7. "Born To Run" - 4:32
8. "Jungleland" - 9:36
9. "Badlands" - 4:04
10. "Darkness on the Edge of Town" - 4:31
11. "The Promised Land" - 4:31
12. "The River" - 5:00
13. "Hungry Heart" - 3:20
14. "Nebraska" - 4:29
15. "Atlantic City" - 3:56

### Skiva två
1. "Born in the U.S.A" - 4:42
2. "Glory Days" - 4:17
3. "Dancing in the Dark" - 4:03
4. "Tunnel of Love" - 5:12
5. "Brilliant Disguise" - 4:15
6. "Human Touch" - 6:31
7. "Living Proof" - 4:48
8. "Lucky Town" - 3:28
9. "Streets of Philadelphia" - 3:18
10. "The Ghost of Tom Joad" - 4:23
11. "The Rising" - 4:49
12. "Mary's Place" - 6:01
13. "Lonesome Day" - 4:07
14. "American Skin (41 Shots)" - 7:52
15. "Land of Hope and Dreams" - 9:22

### Skiva tre
1. "From Small Things (Big Things One Day Come)" - 2:42
2. "The Big Payback" - 1:58
3. "Held Up Without a Gun" - 1:21
4. "Trapped" - 5:10
5. "None But the Brave" - 5:35
6. "Missing" - 5:04
7. "Lift Me Up" - 5:16
8. "Viva Las Vegas" - 3:10
9. "County Fair" - 4:50
10. "Code of Silence" - 4:33
11. "Dead Man Walkin'" - 2:43
12. "Countin' on a Miracle" - 5:00